# Patrick Drobecq
Patrick André Robert Drobecq, conegut com a Patrick Drobecq   (Méru, 24 de maig de 1953 - Pontoise, 23 d'octubre de 2004), fou un pilot de motociclisme francès que va destacar en competicions de motocròs, enduro i ral·li raid.

## Biografia
Net d'un ciclista que va participar al Tour de França, André Drobecq, i fill d'un pilot de motocròs, Roger Drobecq, Patrick va néixer al taller de bicicletes i ciclomotors que regentava el seu avi a Méru. Juntament amb el seu germà Franck, Patrick va debutar en motocròs sota el guiatge del seu pare. La seva velocitat i habilitat innates van ser advertides ràpidament pels especialistes, entre ells Jean-Claude Olivier, qui el 1970 li va confiar una Yamaha YZM250 amb la qual va guanyar el campionat de França de motocròs júnior de 250 cc el 1971. L'any següent va pilotar la primera Yamaha YZ 250 "curses client" importada a França. El 1973 va competir pel Moto-Club Val de Bray al campionat de França de 500 cc en la màxima categoria, Inter, i en va ser subcampió. L'any següent, amb una Yamaha YZ 360 equipada amb suspensió posterior Cantilever (un sistema que Yamaha havia introduït la temporada del 1973 a la moto de fàbrica del campió del món de 250cc Håkan Andersson), tornà a ser subcampió de França de 500 cc.
El 1974, Patrick Drobecq deixà Yamaha per entrar a Husqvarna i provà altres disciplines com ara l'enduro i el ral·li raid. El 1978 va guanyar l'Enduro de Le Touquet amb victòria a la primera mànega, mentre que la segona va ser cancel·lada a causa de la sobtada pujada de la marea. El 1980 va guanyar el campionat de França d'enduro i tot seguit va provar sort als ral·lis raid. Va participar al seu primer Ral·li Dakar l'any 1982 amb una Honda, però se'n va haver de retirar després d'una caiguda a Timbuctu quan encapçalava la prova. Va tornar-hi l'any següent i va quedar segon, a 25 minuts del guanyador Hubert Auriol. Uns anys després, parlant d'aquesta experiència, Drobecq va declarar:
El Dakar era molt complicat. No era pas tan popular com avui dia. Corríem a canvi de sumes modestes i tot i així fèiem etapes de 1.000 quilòmetres al dia. Era fenomenal. Dúiem la brúixola al coll i un roadbook rudimentari. No hi havia comoditats. Cada any, diversos competidors perdien la vida perquè estaven cansats. Però Thierry Sabine va saber inspirar a tothom amb l'esperit d'aventura que tant estimava. Era l'època dels Brasseur, Balavoine o fins i tot Jacky Ickx.
El 1984 va tenir el seu moment de glòria en guanyar el Ral·li dels Faraons amb una Honda, però el mateix any, una lesió al genoll va interrompre la seva carrera. El 1986 i el 1989 va ser pilot oficial de Moto Guzzi i, després, de la marca francesa Barigo, però els resultats no el van acompanyar. Finalment, el 1989 es va retirar de les competicions. Uns anys després, el 2001, va declarar en una entrevista publicada a Le Parisien:
Penso que vaig arribar massa aviat. Els Neveu o Lalay han fet carrera i han guanyat molts diners. Jo, en canvi, vaig parar quan el Dakar es va popularitzar.
Un cop retirat del motociclisme, Patrick Drobecq va fer de mecànic d'aviació. Mort a 51 anys a Pontoise, el seu funeral va tenir lloc a Lormaison.